# Solvieg Ågren
Solvieg Ågren, född 5 mars 1939,  är en svensk dirigent och körledare.
Ågren avlade musiklärarexamen 1963 och musikpedagogisk examen i sång 1965 vid Kungliga Musikhögskolan i Stockholm och var 1978–2007 verksam vid nuvarande Musikhögskolan vid Örebro universitet. Som universitetslektor har hon undervisat i sångmetodik, kördirigering och körsång, samt lett "Musikhögskolans vokalensemble". Därutöver har hon grundat och leder alltjämt damkören "Vox Amabilis" och kammarkören "Stella".
Som solosångerska har Solvieg Ågren främst kommit att förknippas med nutida konstmusik, och då främst i ensemblen "Aquarius" som var verksam under 70-, 80- och 90-talen.
Solvieg Ågren är syster till cellisten Frans Helmerson.

## Priser och utmärkelser
- 1995 – Pedagogiska priset, Örebro högskola
- 2001 – Årets körledare